# 양막류
양막류(羊膜類, amniote) 또는 유양막류(有羊膜類)는 발생 초기 단계에서 배아가 양막을 지닌 네발동물의 총칭이다. 아가미가 없이 폐로 호흡하기 때문에 무새류(無鰓類)라고도 부른다.
Amniota 계통군에 속한다.

## 어원
‘양막(羊膜)’은 라틴어 ‘암니온(amnion)’을 번역한 것이다. 이는 고대 그리스어 ‘암니온(ἀμνίον)’에서 왔는데, 이 단어는 ‘새끼양’ 또는 ‘희생양의 피를 담는 그릇’을 뜻한다.

## 하위 분류
- 단궁류 (Synapsida)
  - 반룡목 (Pelycosauria) *
    - 잡색룡아목 (Caseasauria)
    - 진반룡아목 (Eupelycosauria) *

  - 수궁목 (Therapsida) *
    - Biarmosuchia
    - Dinocephalia
    - Anomodontia
    - Gorgonopsia
    - Therocephalia
    - 견치아목(Cynodontia) *
- 석형류 (Sauropsida)
  - 무궁아강 (Anapsida)
    - † Captorhinida
    - † Mesosauria
    - † Procolophonomorpha
    -  ?거북목 (Testudines)

  - 이궁아강 (Diapsida)